# Anneau intègre
Ne pas confondre avec anneau sans diviseur de zéro, où la commutativité de la multiplication n'est pas postulée
Un anneau intègre ou anneau d'intégrité est un anneau commutatif unitaire différent de l'anneau nul et qui ne possède aucun diviseur de zéro.

## Définition
Un anneau commutatif unitaire {\displaystyle (A,+,\times )} est dit intègre s'il est
- différent de l'anneau nul (autrement dit : si 1 ≠ 0) et
- sans diviseur de zéro, c’est-à-dire :{\displaystyle \forall (a,b)\in A^{2}\quad a\times b=0\Rightarrow (a=0\quad \mathrm {ou} \quad b=0).}

En pratique, travailler dans un anneau intègre permet de résoudre des équations produit nul.

## Note terminologique
Un nombre limité de sources fournissent des définitions différentes des termes « Anneau intègre » ou « Anneau d'intégrité », soit qu'elles n'exigent pas la commutativité, soit qu'elles n'exigent pas la présence d'un neutre pour la multiplication, soit très exceptionnellement qu'elles n'exigent pas que l'anneau ait au moins deux éléments.
Le présent article, qui se borne au cas commutatif et unitaire n'aborde pas ces variantes ; on renvoie à l'article intitulé « Anneau sans diviseur de zéro » pour celle où la commutativité n'est pas requise.

## Exemples
- L'anneau {\displaystyle \mathbb {Z} } des entiers relatifs est un anneau intègre.
- Si un anneau est un  corps commutatif, alors il est intègre. La réciproque est, en général, fausse (l'anneau des entiers relatifs est un contre-exemple) mais est vraie dans le cas des anneaux finis (voir infra).
- L'ensemble des nombres décimaux est un anneau intègre qui n'est pas un corps.
- L'ensemble des nombres réels s'écrivant {\displaystyle a+b{\sqrt {2}}}, où {\displaystyle a} et {\displaystyle b} sont des entiers relatifs, est un anneau intègre qui n'est pas un corps. Cet ensemble est en fait un sous-anneau du corps des nombres réels.
- Tout sous-anneau d'un anneau intègre, par exemple d'un corps commutatif, est un anneau intègre. Inversement, tout anneau intègre peut être considéré comme un sous-anneau d'un corps, par exemple de son corps des fractions (voir infra).
- Un anneau de polynômes {\displaystyle A[X_{1},\dots ,X_{n}]} sur un anneau intègre {\displaystyle A} est lui-même intègre.
- L'anneau des fonctions holomorphes sur un ouvert connexe non vide de {\displaystyle \mathbb {C} } est intègre, ceci découlant du principe des zéros isolés.

En revanche :
- L'anneau {\displaystyle \mathbb {Z} /6\mathbb {Z} } n'est pas intègre, puisque le produit {\displaystyle 2\times 3} y donne un résultat nul sans que l'un de ses facteurs ne soit nul. De façon plus générale, si {\displaystyle n} est un entier composé, {\displaystyle \mathbb {Z} /n\mathbb {Z} } n'est pas intègre ;
- L'anneau des fonctions continues de {\displaystyle [0,1]} vers {\displaystyle \mathbb {R} } n'est pas intègre (il possède même une infinité de diviseurs de zéros).

## Anneaux intègres finis
Tout anneau intègre fini est un corps commutatif.
La démonstration repose sur une observation : la multiplication {\displaystyle A\rightarrow A} par un élément fixé non nul {\displaystyle a}, qui est toujours injective dans un anneau intègre {\displaystyle A}, est nécessairement aussi surjective quand l'anneau est fini, ce qui montre l'existence d'un inverse de {\displaystyle a}.

## Corps des fractions d'un anneau intègre
Soit A un anneau intègre. Un procédé de passage au quotient sous une relation d'équivalence permet de construire un corps commutatif K(A) et une injection de A dans K(A). Cette construction fournit le plus petit corps dans lequel A se plonge, au sens de la propriété universelle suivante :
Pour tout corps L et tout morphisme injectif d'anneaux {\displaystyle f\,}de A dans L, il existe un unique morphisme de corps {\displaystyle {\tilde {f}}} de K(A) dans L tel que {\displaystyle f={\tilde {f}}\circ i}
Cette construction n'est que la réécriture en termes un peu plus abstraits de la construction du corps Q des nombres rationnels à partir de l'anneau Z des entiers relatifs. Appliquée à un anneau de polynômes formels, elle produit un corps de fractions rationnelles.

## Divisibilité
Les anneaux intègres forment un bon cadre pour généraliser des questions de divisibilté des entiers. On dit, pour deux éléments a, b d'un anneau commutatif A, que a divise b (dans A) s'il existe q dans A tel que aq = b (on a des formulations équivalentes « a est diviseur de b », « b est divisible par a », et « b est multiple de a »). Ce qui est particulier pour les anneaux intègres est que dans ce cas, si un élément non nul a divise b, alors l'élément q (le quotient) est toujours unique, et peut donc être noté q = b/a : si l'on suppose aq = b = ap, alors a(q − p) = 0, et donc q = p  car a ≠ 0. En d'autres termes, tout élément non nul de A est régulier.
La structure donnée par la divisibilité dans un anneau intègre peut être beaucoup plus compliquée que dans {\displaystyle \mathbb {Z} }, ce qui mène à distinguer un certain nombre de propriétés et relations.
- Éléments inversibles : un élément a ∈ A est inversible s'il divise 1 dans A. Dans {\displaystyle \mathbb {Z} }, 1 et −1 sont les seuls éléments inversibles. Dans un corps, tout élément non nul est inversible (la relation de divisibilité est alors peu intéressante).
- Éléments associés : deux éléments a et b sont associés s'il existe un élément inversible u tel que a = u∙b, ce qui est équivalent à dire qu'à la fois a divise b et  b divise a. Deux éléments associés sont équivalents pour les relations de divisibilité : l'un divise (respectivement est divisible par) un troisième élément si et seulement si c'est le cas pour l'autre. Dans {\displaystyle \mathbb {Z} }, deux nombres sont associés seulement s'ils sont égaux en valeur absolue.
- Élément irréductible : un élément a ∈ A non inversible est irréductible si on ne peut pas l'écrire comme le produit de deux éléments non inversibles. Dans {\displaystyle \mathbb {Z} }, les éléments irréductibles sont les nombres premiers et leurs opposés.
- Élément premier : un élément p ∈ A est dit premier si, chaque fois qu'il divise un produit a∙b (de deux éléments a et b de A), il divise a ou b. Un élément premier est irréductible, mais la réciproque n'est pas toujours vraie. Néanmoins, dans {\displaystyle \mathbb {Z} } (et plus généralement dans un anneau factoriel) les éléments irréductibles sont tous premiers ; c'est l'affirmation du lemme d'Euclide.
- Éléments premiers entre eux : deux éléments a et b sont premiers entre eux si leurs seuls diviseurs communs sont les éléments inversibles. Dans un anneau factoriel, cela veut dire qu'ils n'ont pas de facteurs irréductibles en commun.

## Anneaux principaux, factoriels et euclidiens
Les trois définitions qui suivent isolent des propriétés arithmétiques remarquables de l'anneau Z des entiers relatifs, et sont utilisées pour délimiter trois classes d'anneaux commutatifs dans lesquels l'arithmétique ressemble de plus ou moins près à celle des entiers.

### Anneaux factoriels
Ce sont les anneaux dans lesquels on dispose d'une décomposition qui imite la décomposition en produit de facteurs premiers des entiers naturels non nuls.
On appelle anneau factoriel un anneau intègre dans lequel tous les éléments non nuls se décomposent de manière unique (à l'ordre et aux facteurs inversibles près) en produit d'éléments irréductibles.
Si A est un anneau factoriel, l'anneau de polynômes A[X] l'est également. Par application répétée de cette construction à un corps commutatif k, évidemment factoriel, les anneaux de polynômes à plusieurs indéterminées k[X1,...,Xn] sont en particulier factoriels.
Tant en théorie algébrique des nombres qu'en géométrie algébrique, des anneaux non factoriels se manifestent même à un niveau élémentaire : ainsi l'anneau d'entiers quadratiques Z[i√5] n'est pas factoriel ; il en est de même de l'anneau quotient de k[X,Y] par l'idéal engendré par X2 – Y3.

### Anneaux principaux
Dans cette section, on note (x1, x2,..., xn) l'idéal engendré par x1, x2,..., xn.
Un idéal I d'un anneau commutatif A est dit principal lorsqu'il existe un a élément de A tel que I = (a). On appelle anneau principal un anneau intègre dans lequel tout idéal est principal.
Tout anneau principal est factoriel. La réciproque n'est pas vraie : ainsi l'anneau factoriel de polynômes k[X,Y] n'est pas principal — il est en effet impossible de trouver un polynôme à deux variables P tel que (X, Y) = (P).
Dans un anneau principal, comme dans tout anneau factoriel, deux éléments a et b admettent toujours un PGCD noté ici d, mais on a davantage : la principalité garantit l'existence de x et y tels que d = ax + by. Ainsi, dans cette classe d'anneaux plus restreinte, on dispose non seulement de la décomposition en facteurs premiers mais aussi du théorème de Bézout.

### Anneaux euclidiens
Dans cette classe d'anneaux, on a une structure similaire à celle donnée par la division euclidienne dans Z : pour toute division par un élément non nul, il existe un quotient et un reste, où le reste est toujours plus petit dans un sens précis que le diviseur. Si ce quotient et ce reste peuvent être déterminés par un algorithme de division (comme c'est le cas souvent), on pourra effectuer l'algorithme d'Euclide dans A en utilisant cette division. Tout anneau euclidien est principal, et c'est la façon la plus simple de prouver que certains anneaux sont principaux ; c'est notamment le cas de Z, et de tout anneau de polynômes à une indéterminée à coefficients dans un corps. Néanmoins, il existe des anneaux principaux qui ne sont pas euclidiens.

## Éléments entiers sur un anneau intègre
Dans un anneau intègre A contenant un sous-anneau B, un élément x ∈ A est dit entier sur B s'il est racine d'un polynôme  unitaire à coefficient dans B.
L'anneau Z des entiers relatifs est un sous-anneau de l'anneau Q des rationnels. Les seuls éléments de Q entiers sur Z sont les entiers relatifs.
L'anneau Z des entiers relatifs est un sous-anneau de l'anneau Q[i] des complexes s'écrivant a + ib, a  et b étant des rationnels. Les éléments de Q[i] entiers sur Z sont les complexes s'écrivant a + ib, a  et b étant des entiers relatifs.
Dans un anneau intègre A contenant un sous-anneau B, la fermeture intégrale de B dans A est l'ensemble des éléments de A entiers sur B. C'est un sous-anneau de A contenant B comme sous-anneau.
Un anneau intégralement clos est un anneau intègre égal à sa fermeture intégrale dans son corps des fractions.
L'anneau des entiers relatifs est intégralement clos.
Plus généralement : un anneau intègre à PGCD — en particulier un anneau factoriel — est intégralement clos (voir Lemme de Gauss).

## Anneaux de Dedekind
Un anneau de Dedekind est, par définition, un anneau noethérien intégralement clos dans lequel tout idéal premier non nul est maximal.